# Juan Soldevilla y Romero
Juan Soldevilla y Romero (Fuentelapeña, 20 ottobre 1843 – Saragozza, 4 giugno 1923) è stato un cardinale e arcivescovo cattolico spagnolo.

## Biografia
Nato a Fuentelapeña, Juan Soldevilla y Romero deve la sua formazione alla partecipazione nei  seminari di Valladolid, Toledo, Santiago de Compostela e Tuy. Nel dicembre 1867 conseguì la laurea in teologia e diritto canonico.  A Valladolid nel 1867  fu ordinato sacerdote. Sempre nella stessa città, prese servizio nell'arcidiocesi come curato economo, parroco, canonico e poi arciprete. Fu anche nominato predicatore reale dell'Ordine reale americano di Isabella la Cattolica. Papa Benedetto XV lo elevò al rango di cardinale nel concistoro del 15 dicembre 1919. Fu assassinato dal gruppo anarchico Los Solidarios di Francisco Ascaso e Buenaventura Durruti. Ebbe un funerale con gli onori militari. La sua salma fu inumata nella Basilica di Nostra Signora del Pilar a Saragozza.

## Genealogia episcopale e successione apostolica
La genealogia episcopale è:
- Cardinale Scipione Rebiba
- Cardinale Giulio Antonio Santori
- Cardinale Girolamo Bernerio, O.P.
- Arcivescovo Galeazzo Sanvitale
- Cardinale Ludovico Ludovisi
- Cardinale Luigi Caetani
- Cardinale Ulderico Carpegna
- Cardinale Paluzzo Paluzzi Altieri degli Albertoni
- Papa Benedetto XIII
- Papa Benedetto XIV
- Cardinale Enrico Enriquez
- Arcivescovo Manuel Quintano Bonifaz
- Cardinale Buenaventura Córdoba Espinosa de la Cerda
- Cardinale Giuseppe Maria Doria Pamphilj
- Papa Pio VIII
- Papa Pio IX
- Cardinale Alessandro Franchi
- Cardinale Benito Sanz y Forés
- Cardinale Juan Soldevilla y Romero

La successione apostolica è:
- Arcivescovo Remigio Gandásegui y Gorrochátegui (1905)
- Vescovo Miguel de los Santos Díaz y Gómara (1920)
- Vescovo Cruz Laplana y Laguna (1922)